# Pharnabazos III.

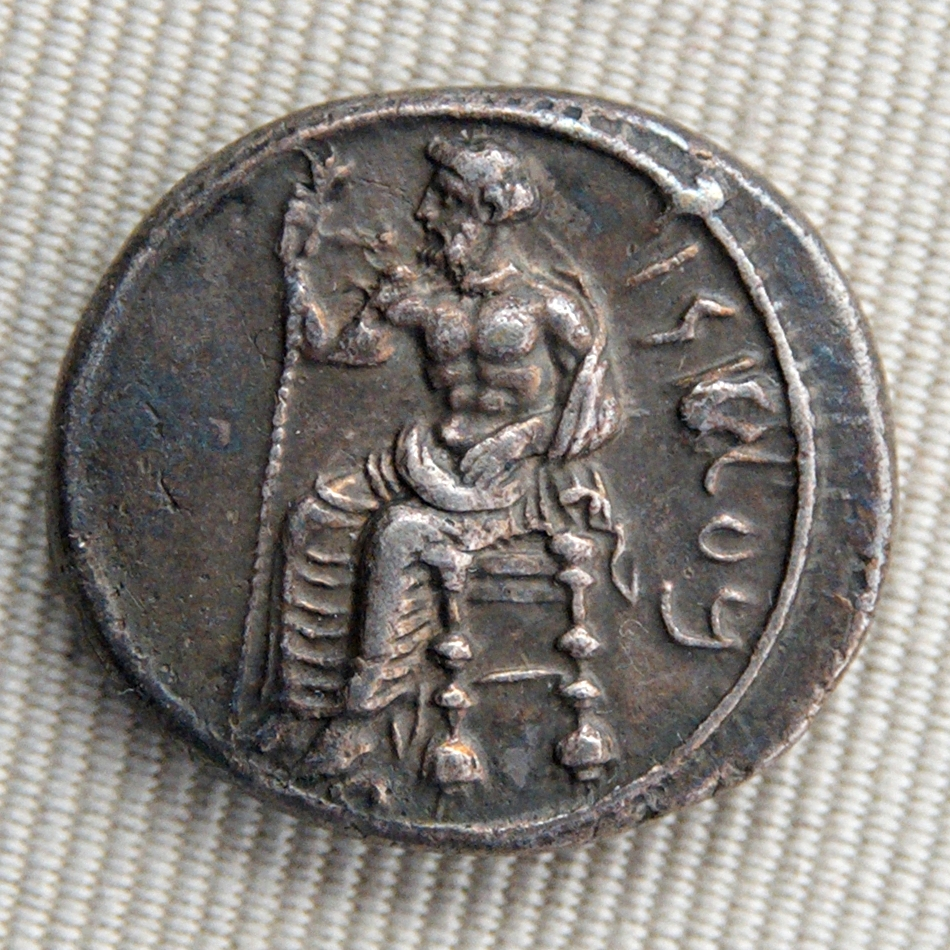
Pharnabazos III

Pharnabazos (griech.: Φαρνάβαζος; * zwischen 370 und 365 v. Chr.; † nach 321 v. Chr.) war ein hoher persischer Adliger, Flottenkommandant und Feldherr des Achämenidenreichs im 4. vorchristlichen Jahrhundert.
Pharnabazos entstammte der Familie der Pharnakiden und war wohl der älteste von mehreren Söhnen des Artabazos und einer Griechin von Rhodos. Seine Onkel waren die rhodischen Feldherren Mentor und Memnon, mit denen er durch seine Schwester Barsine nacheinander auch verschwägert war und die ihm einige militärische Erfahrung vermitteln konnten. Gemeinsam mit seinem Vater verbrachte er die Jahre 353–342 v. Chr. am makedonischen Hof im Exil. Als sich sein Vater mit dem persischen Großkönig Artaxerxes III. versöhnte, kehrte auch Pharnabazos an den persischen Hof zurück.
Als Alexander der Große 334 v. Chr. in Kleinasien einfiel, versuchte zunächst Memnon im Sold des persischen Großkönigs Dareios III. ihn aufzuhalten. Nach der Niederlage der Perser in der Schlacht am Granikos musste Kleinasien an Alexander aufgegeben werden. Memnon übernahm darauf das Kommando der persischen Flotte, mit der er im Ägäisraum operierte. 333 v. Chr. starb Memnon und Pharnabazos, der sich in dessen Gefolge befunden haben dürfte, übernahm zusammen mit Autophradates das Kommando. Während an Land dem Vormarsch Alexanders wenig entgegenzusetzen war, agierte Pharnabazos mit der Flotte im Ägäisraum etwas erfolgreicher. Die Inseln Lesbos, Tenedos und Chios konnten zunächst gehalten werden, außerdem schickte er einige Schiffe nach Kos und Halikarnassos, während 100 der schnellsten Schiffe die Kykladeninsel Sifnos anliefen. Dort traf er den spartanischen König Agis III., der um finanzielle Unterstützung bat, um in Griechenland eine Erhebung gegen die makedonische Herrschaft initiieren zu können. In dieser Situation traf die Meldung von der persischen Niederlage bei Issos ein. Da nunmehr mit einer Rebellion auf Chios gegen die persische Herrschaft zu rechnen war, eilte Pharnabazos mit 12 Schiffen und 1500 Söldnern dorthin. Dort konnte er den Aufstand aber nicht mehr verhindern, der zudem von der makedonischen Flotte unter Hegelochos unterstützt wurde. Im Kampf um Chios geriet Pharnabazos selbst in Gefangenschaft und sollte zu Alexander nach Phönizien geschickt werden, doch gelang ihm wenig später die Flucht nach Kos.
Pharnabazos verschwindet damit vorerst aus den Überlieferungen. Allerdings ist es wahrscheinlich, dass er sich – seinem Vater folgend – nach dem Tod Dareios’ III. 330 v. Chr. Alexander unterwarf und sich in das hohe persische Gefolge des Eroberers einreihte. Durch die Massenhochzeit von Susa 324 v. Chr. wurde er ein Schwager der makedonischen Offiziere Ptolemaios und Eumenes. Diese wurden nach dem Tod Alexanders 323 v. Chr. eine der führenden Diadochen im Kampf um die Macht im Alexanderreich.
Im Jahr 321 v. Chr. stand Eumenes in der Schlacht am Hellespont dem Feldherrn Krateros gegenüber. Im linken Flügel von Eumenes’ Heer befanden sich mehrere Abteilungen asiatischer Reiterei, die von Pharnabazos angeführt wurden. Danach verliert sich seine Spur in den Quellen.